# Vlădești (Fehér megye)
Vlădești falu Romániában, Erdélyben, Fehér megyében.

## Fekvése
Remete közelében fekvő település.

## Története
Vlădeşti korábban Remete része volt, 1956 körül vált külön 58 lakossal.
1966-ban 57, 1977-ben 72, 1992-ben 52, 202-ben 36 román lakosa volt.